# 梅森灣
梅森灣（英語：Mason Inlet），是南極洲的海灣，位於帕爾默地東岸，長28公里，處於麥金托什角和赫德曼角之間，在1940年12月由美國研究隊發現和拍攝空中照片，現時由南極條約體系管理。

## 外部連結
. . United States Geological Survey.   [2013-08-23].
72°57′S 60°25′W / 72.950°S 60.417°W